# Недоступ Вадим Іоанович
Вади́м Іоа́нович Недосту́п (26 вересня 1939, Одеса — 5 березня 2022, Одеса) — український вчений у галузі теплофізики та термодинаміки, доктор технічних наук (1985), професор (1988). Заслужений діяч науки і техніки України (1992), академік Міжнародної академії холоду (1997).

## Біографія
Народився 26 вересня 1939 року в Одесі в родині науковця та лікаря. Батько, Іоанн Недоступ, був доцентом Одеського інституту інженерів морського флоту; мати, Фаїна Іллівна Недоступ (уроджена Файнштейн), — дитячою лікаркою-інфекціоністкою.
У 1956 році закінчив з медаллю середню школу № 50 і вступив на судномеханічний факультет Одеського інституту інженерів морського флоту (ОІІМФ), який закінчив з відзнакою у 1961 році. Два роки працював на Ризькому суднобудівно-судноремонтному заводі, після чого вступив до аспірантури на кафедру термодинаміки ОІІМФ. Його науковим керівником був професор Яків Захарович Казавчинський — засновник одеської термодинамічної школи.
У 1967 році захистив кандидатську дисертацію на тему «Дослідження властивостей газових сумішей методом термодинамічної подібності». Протягом трьох років працював старшим науковим співробітником проблемної лабораторії суднової холодильної техніки та прикладної термодинаміки ОІІМФ.
У 1970–1972 роках працював старшим науковим співробітником Всесоюзного науково-дослідного інституту фізико-технічних і радіотехнічних вимірювань поблизу Москви. У 1972 році повернувся до Одеси на запрошення професора В. С. Мартиновського для роботи в одеському відділі Інституту технічної теплофізики АН УРСР. З 1973 року фактично керував цим відділом, який у 1978 році увійшов до складу Фізико-хімічного інституту АН УРСР, організованого академіком О. В. Богатським.
З 1979 року — завідувач лабораторії термодинамічних властивостей речовин, з 1984 року — завідувач відділу термодинаміки і теоретичної хімії. У 1984 році захистив докторську дисертацію «Метод ідеальних кривих і його застосування для розрахунку і узагальнення теплофізичних властивостей газів і рідин». З 1990 по 2016 рік обіймав посаду заступника директора інституту з наукової роботи, а з 2016 року до кінця життя працював головним науковим співробітником.
Помер 5 березня 2022 року в Одесі від наслідків коронавірусної хвороби.

## Наукова діяльність
Основний напрям наукових досліджень Вадима Недоступа — термодинамічні та теплофізичні властивості газів, рідин та розчинів. Він є одним із піонерів комплексного вивчення так званих ідеальних кривих на термодинамічній поверхні реального газу. На основі цього методу він розробив нові ефективні форми рівнянь стану, зокрема одне з перших канонічних рівнянь для високих температур і тисків.
Результати його досліджень знайшли відображення у фундаментальній монографії «Теплофізичні властивості неону, аргону, криптону і ксенону» (1976), яка була перевидана у США в 1987 році. Метод ідеальних кривих також викладено в монографії «Розрахунок термодинамічних властивостей газів і рідин методом ідеальних кривих» (1986).
В останні роки вчений займався проблемами термодинаміки супрамолекулярних сполук, зокрема розробив новий підхід до розрахунку кривих фазових переходів у водних клатратах, а також розвивав методи QSPR для прогнозування властивостей складних органічних сполук.
Автор понад 250 наукових праць, серед яких 5 монографій та 3 монографічні огляди. Підготував низку кандидатів та докторів наук.

## Педагогічна та науково-організаційна діяльність
- 1987–1989: професор кафедри інженерної теплофізики Одеської державної академії холоду.
- З 1997: завідувач філії кафедри молекулярної електроніки Одеського державного університету імені І. І. Мечникова.

Був членом Комісії АН СРСР з таблиць термодинамічних властивостей газів і рідин (1973–1991), членом ради Південного наукового центру НАН України (з 1987), експертом Державної служби стандартних довідкових даних. Входив до складу редколегій журналів «Технічні гази», «Холодильна техніка і технологія» та міжнародного Enviromental Engineering and Management Journal.

## Громадська діяльність
Протягом багатьох років очолював раду регіонального відділення фонду «Відродження». Був членом правління Одеського будинку вчених та вченої ради Одеської національної наукової бібліотеки.

## Нагороди
- 1992 — Заслужений діяч науки і техніки України[2]
- 2003 — Орден «За заслуги» III ступеня[3]
- 2006 — Знак відзнаки Національної академії наук України «За підготовку наукової зміни»[1]
- 2009 — Почесна грамота Верховної Ради України[2]
- 2014 — Почесна відзнака голови Одеської обласної державної адміністрації[1]

## Основні праці
- Теплофизические свойства неона, аргона, криптона и ксенона. — Москва, 1975 (у співавторстві).
- Расчет термодинамических свойств газов и жидкостей методом идеальных кривых. — К., 1986 (у співавторстві).
- Термодинамические свойства газов при высоких температурах и давлениях. — К., 1990 (у співавторстві).
- Идеальные кривые: термодинамика, геометрия, использование. — Одесса, 2021.